# Liga dos Campeões da CAF de 2014 – Fases de Qualificação
A Fase de Qualificação da Liga dos Campeões da CAF de 2014 decidiu as equipes que avançaram para a fase de grupos. O sorteio para esta fase ocorreu em 16 de dezembro de 2013.

## Calendário
O calendário para esta fase é a seguinte.
| Rodada          | Partida de ida             | Partida de volta   |
| --------------- | -------------------------- | ------------------ |
| Fase preliminar | 7–9 de fevereiro           | 14–16 de fevereiro |
| Primeira fase   | 28 de fevereiro–2 de março | 7–9 de março       |
| Segunda fase    | 21–23 de março             | 28–30 de março     |

## Fase preliminar
Esta fase inclui 52 times.
| Equipe 1            | Total          | Equipe 2                  | 1.º jogo | 2.º jogo |
| ------------------- | -------------- | ------------------------- | -------- | -------- |
| Young Africans      | 12–2           | Komorozine                | 7–0      | 5–2      |
| Berekum Chelsea     | 2–2 (3–0 pen.) | Atlabara                  | 2–0      | 0–2      |
| Al-Ahly Bengasi     | 4–2            | Foullah Edifice           | 4–0      | 0–2      |
| Gor Mahia           | 1–1 (4–2 pen.) | US Bitam                  | 1–0      | 0–1      |
| Enyimba             | 4–3            | Anges de Notsè            | 3–1      | 1–2      |
| FAR Rabat           | 3–3 (g.f.)     | AS Real Bamako            | 2–2      | 1–1      |
| Les Astres          | 4–0            | Akonangui                 | 3–0      | 1–0      |
| Asante Kotoko       | 2–2 (g.f.)     | Barrack Young Controllers | 2–1      | 0–1      |
| Séwé Sport          | w/o            | Os Balantas               | –        | –        |
| Dedebit             | 3–2            | KMKM                      | 3–0      | 0–2      |
| Nouadhibou          | 1–4            | Horoya                    | 1–1      | 0–3      |
| Raja Casablanca     | 8–1            | Diamond Stars             | 6–0      | 2–1      |
| Diables Noirs       | 1–2            | Flambeau de l’Est         | 0–1      | 1–1      |
| ES Sétif            | w/o            | Steve Biko                | –        | –        |
| Diambars            | 1–1 (2–4 pen.) | ASFA Yennenga             | 1–0      | 0–1      |
| Sporting Praia Cruz | 3–7            | Stade Malien              | 3–2      | 0–5      |
| AC Léopards         | 2–2 (g.f.)     | Rayon Sports              | 0–0      | 2–2      |
| Primeiro de Agosto  | 3–2            | Lioli                     | 2–0      | 1–2      |
| Kaizer Chiefs       | 4–1            | Black Africa              | 3–0      | 1–1      |
| Liga Muçulmana      | 1–0            | CNaPS Sport               | 1–0      | 0–0      |
| Dynamos             | 4–1            | Mochudi Centre Chiefs     | 3–0      | 1–1      |
| AS Vita Club        | 4–3            | Kano Pillars              | 3–1      | 1–2      |
| Zamalek             | 3–0            | AS Douanes Niamey         | 2–0      | 1–0      |
| Kabuscorp           | 7–2            | Côte d'Or                 | 5–1      | 2–1      |
| Mbabane Swallows    | 4–5            | Nkana                     | 2–0      | 2–5      |
| Al-Merreikh         | 2–3            | Kampala City Council      | 0–2      | 2–1      |

| 8 de fevereiro | Young Africans                                                    | 7 – 0     | Komorozine | Estádio Nacional Benjamin Mkapa, Dar es Salaam |
| 16:00 (UTC+3)  | Ngasa 14', 65', 68' · Haroub 20' · Kavumbagu 58', 80' · Kiiza 59' | Relatório |            | Árbitro: SOM Mohamed Hagi                      |

| 15 de fevereiro | Komorozine            | 2 – 5     | Young Africans                              | Stade Said Mohamed Cheikh, Mitsamiouli |
| 15:00 (UTC+3)   | Anli 41' · Ismael 79' | Relatório | Kiiza 13' · Msuva 37' · Ngasa 22', 87', 90' | Árbitro: SEY Allister Barra            |

Young Africans venceu por 12–2 no placar agregado e avançou para a primeira fase.
| 9 de fevereiro | Berekum Chelsea                | 2 – 0     | Atlabara | Berekum Sports Stadium, Berekum |
| 15:00 (UTC+0)  | Owusu 62' (pen.), 90+1' (pen.) | Relatório |          | Árbitro: CMR Effa Essouma       |

| 16 de fevereiro | Atlabara             | 2 – 0     | Berekum Chelsea | Estádio Cartum, Cartum (Sudão) |
| 16:00 (UTC+3)   | Adams 61' · Wani 72' | Relatório |                 | Árbitro: DJI Djamal Abdi       |

|  |       | Penalidades |
|  | 0 – 3 |             |

Nota: A partida de volta foi disputada no Sudão devido a problemas com a segurança.
2–2 no placar agregado. Berekum Chelsea venceu a disputa por pênaltis e avançou para a primeira fase.
| 7 de fevereiro | Al-Ahly Bengasi                                        | 4 – 0     | Foullah Edifice | Stade Chedli Zouiten, Tunes |
|                | Sadomba 26', 87' · Al Amaami 55' (pen.) · Al Mehdi 71' | Relatório |                 | Árbitro: MAR Hicham Tiazi   |

| 16 de fevereiro | Foullah Edifice | 2 – 0     | Al-Ahly Bengasi | Stade Omnisports Idriss Mahamat Ouya, N'Djamena |
|                 |                 | Relatório |                 | Árbitro: BUR Oumarou Ouedraogo                  |

Al-Ahly Bengasi venceu por 4–2 no placar agregado e avançou para a primeira fase.
| 8 de fevereiro | Gor Mahia             | 1 – 0     | US Bitam | Estádio Nacional Nyayo, Nairóbi |
|                | Sserunkuma 75' (pen.) | Relatório |          | Árbitro: UGA Denis Batte        |

| 16 de fevereiro | US Bitam | 1 – 0     | Gor Mahia | Stade Gaston Peyrille, Bitam |
|                 | Méyé 12' | Relatório |           | Árbitro: LBR Jerry Yekeh     |

|  |       | Penalidades |
|  | 2 – 4 |             |

1–1 no placar agregado. Gor Mahia venceu a disputa por pênaltis e avançou para a primeira fase.
| 9 de fevereiro | Enyimba                    | 3 – 1     | Anges de Notsè | Estádio Internacional Enyimba, Aba |
|                | Gwar 82', 90' · Sokari 85' | Relatório | Tchalla 41'    | Árbitro: CIV Bienvenu Sinko        |

| 16 de fevereiro | Anges de Notsè         | 2 – 1     | Enyimba    | Stade Municipal de Notsè, Notsè |
|                 | Laba 29' · Tchalla 80' | Relatório | Bashir 66' | Árbitro: SEN Falou Kane         |

Enyimba venceu por 4–3 no placar agregado e avançou para a primeira fase.
| 8 de fevereiro | FAR Rabat              | 2 – 2     | AS Real Bamako          | Estádio Príncipe Moulay Abdellah, Rabat |
|                | Biat 86' · Aqqal 90+6' | Relatório | Doumbia 78' · Cissé 81' | Árbitro: LBY Mohamed Ragab              |

| 15 de fevereiro | AS Real Bamako | 1 – 1     | FAR Rabat | Stade Modibo Kéïta, Bamako  |
|                 | Coulibaly 5'   | Relatório | Aqqal 48' | Árbitro: NGR Ferdinand Udoh |

3–3 no placar agregado. AS Real Bamako avançou para a primeira fase pela regra do gol fora de casa.
| 9 de fevereiro | Les Astres                      | 3 – 0     | Akonangui | Stade de la Réunification, Duala |
| 14:30          | Namatchoua 15' · Fotso 19', 78' | Relatório |           | Árbitro: GAB Yves Roponat        |

| 16 de fevereiro | Akonangui | 0 – 1     | Les Astres | Nuevo Estadio de Malabo, Malabo |
|                 |           | Relatório | Thobi 75'  | Árbitro: CHA Adam Cordier       |

Les Astres venceu por 4–0 no placar agregado e avançou para a primeira fase.
| 9 de fevereiro | Asante Kotoko                 | 2 – 1     | Barrack Young Controllers | Estádio Baba Yara, Kumasi      |
|                | Adusei 38' (pen.), 71' (pen.) | Relatório | Pupo 40'                  | Árbitro: BUR Boukari Ouedraogo |

| 16 de fevereiro | Barrack Young Controllers | 1 – 0     | Asante Kotoko | Estádio Antoinette Tubman, Monróvia |
|                 | Nimely 85'                | Relatório |               | Árbitro: MRT Mohamed Hamada         |

2–2 no placar agregado. Barrack Young Controllers avançou para a primeira fase pela regra do gol fora de casa.
| 8 de fevereiro | Séwé Sport | Cancelada | Os Balantas | Stade Robert Champroux, Abidjan |
|                |            |           |             |                                 |

| 14–16 de fevereiro | Os Balantas | Cancelada | Séwé Sport |  |
|                    |             |           |            |  |

Séwé Sport avançou para a primeira fase após o Os Balantas desistirem da competição.
| 9 de fevereiro | Dedebit                             | 3 – 0     | KMKM | Estádio Adis Abeba, Adis Abeba |
|                | Fekadu 16' · Gugsa 52' · George 84' | Relatório |      | Árbitro: SUD Abdel Ghadir      |

| 16 de fevereiro | KMKM                    | 2 – 0     | Dedebit | Estádio Amaan, Cidade de Zanzibar |
|                 | Kapenta 3' · Muhibu 56' | Relatório |         | Árbitro: UGA Alex Nsulumbi        |

Dedebit venceu por 3–2 no placar agregado e avançou para a primeira fase.
| 9 de fevereiro | Nouadhibou | 1 – 1     | Horoya      | Estádio Olímpico de Nouakchott, Nouakchott |
|                | Traoré 15' | Relatório | Nikiema 42' | Árbitro: CIV Tangba Kambou                 |

| 16 de fevereiro | Horoya                                  | 3 – 0     | Nouadhibou | Stade du 28 Septembre, Conacri |
|                 | Kennedy 37' · Camara 87' · Soumah 90+2' | Relatório |            | Árbitro: CPV Victor Lima       |

Horoya venceu por 4–1 no placar agregado e avançou para a primeira fase.
| 7 de fevereiro | Raja Casablanca                                      | 6 – 0     | Diamond Stars | Estádio Mohamed V, Casablanca |
|                | Iajour 8', 46', 66', 82' · Hafidi 22' · El Ouadi 55' | Relatório |               | Árbitro: NIG Gomno Daouda     |

| 15 de fevereiro | Diamond Stars | 1 – 2     | Raja Casablanca          | Estádio Nacional de Serra Leoa, Freetown |
|                 | Fofanah 83'   | Relatório | Mabidé 54' · Zemmama 90' | Árbitro: SEN Daouda Kebe                 |

Raja Casablanca venceu por 8–1 no placar agregado e avançou para a primeira fase.
| 8 de fevereiro | Diables Noirs | 0 – 1     | Flambeau de l’Est | Stade Alphonse Massemba-Débat, Brazzaville |
|                |               | Relatório | Hakizimana 90+2'  | Árbitro: CHA Alhadi Mahamat                |

| 15 de fevereiro | Flambeau de l’Est | 1 – 1     | Diables Noirs | Estádio Príncipe Louis Rwagasore, Bujumbura |
|                 | Moussa 87'        | Relatório | Binguila 28'  | Árbitro: ETH Bamlak Tessema                 |

Flambeau de l’Est venceu por 2–1 no placar agregado e avançou para a primeira fase.
| 9 de fevereiro | ES Sétif | Cancelada | Steve Biko | Stade 8 Mai 1945, Setif |
|                |          |           |            |                         |

| 16 de fevereiro | Steve Biko | Cancelada | ES Sétif |  |
|                 |            |           |          |  |

ES Sétif avançou para a primeira fase após a desistência do Steve Biko.
| 8 de fevereiro | Diambars  | 1 – 0     | ASFA Yennenga | Stade Caroline Faye, M'Bour   |
|                | Keita 74' | Relatório |               | Árbitro: NGR Henry Ogunyamodi |

| 15 de fevereiro | ASFA Yennenga | 1 – 0     | Diambars | Stade du 4-Août, Ouagadougou |
|                 | Daouda 75'    | Relatório |          | Árbitro: MLI Ousmane Karambe |

|  |       | Penalidades |
|  | 4 – 2 |             |

1–1 no placar agregado. ASFA Yennenga venceu a disputa por pênaltis e avançou para a primeira fase.
| 8 de fevereiro | Sporting Praia Cruz           | 3 – 2     | Stade Malien     | Estádio Nacional 12 de Julho, São Tomé |
|                | Jair 25' (pen.), 80' · Zé 70' | Relatório | Cissoko 40', 55' | Árbitro: GAM Sheriff Njie              |

| 16 de fevereiro | Stade Malien                                                      | 5 – 0     | Sporting Praia Cruz | Stade Modibo Kéïta, Bamako   |
|                 | Diawara 19', 30', 73' · Sissoko 26' (pen.) · Diawara 90+4' (pen.) | Relatório |                     | Árbitro: EGY Mohamed Mahmoud |

Stade Malien venceu por 7–3 no placar agregado e avançou para a primeira fase.
| 9 de fevereiro | AC Léopards | 0 – 0     | Rayon Sports | Stade Denis Sassou Nguesso, Dolisie |
|                |             | Relatório |              | Árbitro: COD Ndala Ngambo           |

| 15 de fevereiro | Rayon Sports              | 2 – 2     | AC Léopards            | Estádio Amahoro, Kigali    |
|                 | Moubhio 45' · Amisi 45+3' | Relatório | Gandzé 57' · Cissé 59' | Árbitro: TAN Israel Mujuni |

2–2 no placar agregado. AC Léopards avança para a primeira fase pela regra do gol fora de casa.
| 8 de fevereiro | Primeiro de Agosto    | 2 – 0     | Lioli | Estádio Nacional 11 de Novembro, Luanda |
|                | Amaro 5' · Mateus 74' | Relatório |       | Árbitro: SEY Nelson Fred                |

| 16 de fevereiro | Lioli                         | 2 – 1     | Primeiro de Agosto | Estádio Setsoto, Maseru      |
|                 | Kloete 38' (pen.) · Sello 82' | Relatório | Afonso 5'          | Árbitro: ZIM Norman Matemera |

Primeiro de Agosto venceu por 3–2 no placar agregado e avançou para a primeira fase.
| 8 de fevereiro | Kaizer Chiefs                  | 3 – 0     | Black Africa | Soccer City, Joanesburgo   |
|                | Masango 18' · Nkhatha 33', 85' | Relatório |              | Árbitro: ZIM Ruzive Ruzive |

| 15 de fevereiro | Black Africa  | 1 – 1     | Kaizer Chiefs | Estádio Independência, Windhoek         |
|                 | Stephanus 58' | Relatório | Nkhatha 9'    | Árbitro: ANG Helder Martins de Carvalho |

Kaizer Chiefs venceu por 4–1 no placar agregado e avançou para a primeira fase.
| 7 de fevereiro | Liga Muçulmana | 1 – 0     | CNaPS Sport | Estádio da Liga Muçulmana, Matola |
|                | Sonito 15'     | Relatório |             | Árbitro: BOT Lekgotia Johannes    |

| 16 de fevereiro | CNaPS Sport | 0 – 0     | Liga Muçulmana | Estádio Municipal Mahamasina, Antananarivo |
|                 |             | Relatório |                | Árbitro: RSA Kulasande Qongqo              |

Liga Muçulmana venceu por 1–0 no placar agregado e avançou para a primeira fase.
| 9 de fevereiro | Dynamos                                | 3 – 0     | Mochudi Centre Chiefs | National Sports Stadium, Harare |
|                | Pakamisa 48', 71' (pen.) · Mambare 78' | Relatório |                       | Árbitro: MOZ Anibal Antonio     |

| 16 de fevereiro | Mochudi Centre Chiefs | 1 – 1     | Dynamos     | Estádio Universitário de Botsuana, Gaborone |
|                 | Tshekiso 73'          | Relatório | Chitiyo 45' | Árbitro: NAM Andreas Helmut                 |

Dynamos venceu por 4–1 no placar agregado e avançou para a primeira fase.
| 9 de fevereiro | AS Vita Club                           | 3 – 1     | Kano Pillars | Stade Tata Raphaël, Kinshasa |
|                | Mubele 11' · Lusadisu 45' · Mabidi 56' | Relatório | Ali 31'      | Árbitro: CTA Jean Koyakobo   |

| 16 de fevereiro | Kano Pillars          | 2 – 1     | AS Vita Club | Estádio Sani Abacha, Kano       |
|                 | Umar 67' · Haruna 70' | Relatório | Etekiama 3'  | Árbitro: NIG Lalidia Souleymane |

AS Vita Club venceu por 4–3 no placar agregado e avançou para a primeira fase.
| 9 de fevereiro | Zamalek                                  | 2 – 0     | AS Douanes Niamey | Estádio Internacional do Cairo, Cairo              |
| 18:30 (UTC+2)  | Mohamed Ibrahim 34' (pen.) · Zakaria 84' | Relatório |                   | Público: 10 000 Árbitro: MAR Noureddine El Jaafari |

| 16 de fevereiro | AS Douanes Niamey | 0 – 1     | Zamalek  | Stade Général Seyni Kountché, Niamey |
|                 |                   | Relatório | Emam 65' | Árbitro: CMR Aurelien Wandji         |

Zamalek venceu por 3–0 no placar agregado e avançou para a primeira fase.
| 8 de fevereiro | Kabuscorp                                                            | 5 – 1     | Côte d'Or  | Estádio Municipal dos Coqueiros, Luanda |
|                | Yakini 33' · Breco 43' · Love 58' · Mputu 63' (pen.) · Lunguinha 69' | Relatório | Basset 51' | Árbitro: MWI Dennis Nguluwe             |

| 16 de fevereiro | Côte d'Or    | 1 – 2     | Kabuscorp                      | Stade Linité, Victoria     |
|                 | Valentim 88' | Relatório | Muanfila 12' · Mpele Mpele 80' | Árbitro: MAD Abdoul Kanoso |

Kabuscorp venceu por 7–2 no placar agregado e avançou para a primeira fase.
| 9 de fevereiro | Mbabane Swallows             | 2 – 0     | Nkana | Estádio Nacional Somhlolo, Lobamba |
|                | Matanda 61' · Badenhorst 66' | Relatório |       | Árbitro: LES Sentso Mohau          |

| 15 de fevereiro | Nkana                                           | 5 – 2     | Mbabane Swallows        | Estádio Nkana, Kitwe          |
|                 | Kampamba 18', 24' (pen.), 63' · Bwalya 28', 85' | Relatório | Matanda 6' · Nhleko 73' | Árbitro: BOT Tirelo Mositwane |

 Nkana venceu por 5–4 no placa agregado e avançou para a primeira fase.
| 8 de fevereiro | Al-Merreikh | 0 – 2     | Kampala City Council  | Estádio Al-Merreikh, Ondurmã          |
|                |             | Relatório | Wasswa 22' · Odur 24' | Árbitro: ERI Luelseghed Ghebremichael |

| 15 de fevereiro | Kampala City Council | 1 – 2     | Al-Merreikh               | Estádio Nacional, Kampala       |
|                 | Odur 7'              | Relatório | El-Basha 40' · Traoré 76' | Árbitro: BDI Thierry Nkurunziza |

Kampala City Council venceu por 3–2 no placar agregado e avançou para a primeira fase.

## Primeira fase
32 times participam nesta fase. Os 26 vencedores da fase preliminar e os 6 times que entraram diretamente nesta fase.
| Equipe 1                  | Total          | Equipe 2             | 1.º jogo | 2.º jogo |
| ------------------------- | -------------- | -------------------- | -------- | -------- |
| Young Africans            | 1–1 (3–4 pen.) | Al-Ahly              | 1–0      | 0–1      |
| Berekum Chelsea           | 1–3            | Al-Ahly Bengasi      | 1–1      | 0–2      |
| Gor Mahia                 | 2–8            | Espérance de Tunis   | 2–3      | 0–5      |
| Enyimba                   | 2–2 (g.f.)     | AS Real Bamako       | 1–2      | 1–0      |
| Les Astres                | 1–4            | TP Mazembe           | 1–1      | 0–3      |
| Barrack Young Controllers | 3–4            | Séwé Sport           | 3–3      | 0–1      |
| Dedebit                   | 1–4            | CS Sfaxien           | 1–2      | 0–2      |
| Horoya                    | 1–1 (5–4 pen.) | Raja Casablanca      | 1–0      | 0–1      |
| Flambeau de l’Est         | 1–5            | Coton Sport          | 1–0      | 0–5      |
| ES Sétif                  | 5–0            | ASFA Yennenga        | 5–0      | 0–0      |
| Stade Malien              | 0–2            | Al-Hilal             | 0–0      | 0–2      |
| AC Léopards               | 4–3            | Primeiro de Agosto   | 4–1      | 0–2      |
| Kaizer Chiefs             | 7–0            | Liga Muçulmana       | 4–0      | 3–0      |
| Dynamos                   | 0–1            | AS Vita Club         | 0–0      | 0–1      |
| Zamalek                   | 1–0            | Kabuscorp            | 1–0      | 0–0      |
| Nkana                     | 4–3            | Kampala City Council | 2–2      | 2–1      |

| 1 de março | Young Africans | 1 – 0     | Al-Ahly | Estádio Nacional Benjamin Mkapa, Dar es Salaam |
|            | Haroub 83'     | Relatório |         | Árbitro: ETH Haileyesus Belete                 |

| 9 de março    | Al-Ahly    | 1 – 0     | Young Africans | Estádio de Alexandria, Alexandria |
| 19:00 (UTC+2) | Moawad 71' | Relatório |                | Árbitro: LBY Mohamed Ragab        |

|  |       | Penalidades |
|  | 4 – 3 |             |

1–1 no placar agregado. Al-Ahly venceu a disputa por pênaltis e avançou para a segunda fase.
| 2 de março | Berekum Chelsea | 1 – 1     | Al-Ahly Bengasi | Berekum Sports Stadium, Berekum |
|            | Owusu 90'       | Relatório | Jabason 57'     | Árbitro: MLI Ousmane Karambe    |

| 9 de março | Al-Ahly Bengasi            | 2 – 0     | Berekum Chelsea | Stade Chedli Zouiten, Tunes (Tunísia) |
|            | El Zeoui 29' · Sadomba 39' | Relatório |                 | Árbitro: NGR Abubakar Ago             |

Al-Ahly Bengasi venceu por 3–1 no placar agregado e avançou para a segunda fase.
| 1 de março | Gor Mahia                           | 2 – 3     | Espérance de Tunis                     | Moi International Sports Centre, Nairóbi |
|            | Sserunkuma 15' (pen.) · Shakava 80' | Relatório | Akaichi 27' · N'Djeng 64' · Jouini 89' | Árbitro: MAR Bouchaib El Ahrach          |

| 10 de março | Espérance de Tunis                            | 5 – 0     | Gor Mahia | Stade Olympique de Radès, Radès |
|             | Jouini 44', 48', 57' · Afful 55' · Mhirsi 75' | Relatório |           | Árbitro: RSA Daniel Bennett     |

Partida originalmente seria disputada no dia 9 de março, mas foi adiada para o dia seguinte devido as fortes chuvas.
Espérance de Tunis venceu por 8–2 no placar agregado e avançou para a segunda fase.
| 2 de março | Enyimba  | 1 – 2     | AS Real Bamako         | Estádio Internacional Enyimba, Aba |
|            | Gwar 45' | Relatório | Cisse 64' · Samake 76' | Árbitro: EGY Mohamed Farouk        |

| 8 de março | AS Real Bamako | 0 – 1     | Enyimba      | Stade Modibo Kéïta, Bamako |
|            |                | Relatório | Mohammed 45' | Árbitro: GAM Bakary Camara |

2–2 no placar agregado. AS Real Bamako avança para a segunda fase pela regra do gol fora de casa.
| 2 de março | Les Astres     | 1 – 1     | TP Mazembe          | Stade de la Réunification, Duala |
|            | Namatchoua 75' | Relatório | Sakuwaha 65' (pen.) | Árbitro: GAM Bakary Gassama      |

| 9 de março | TP Mazembe                                 | 3 – 0     | Les Astres | Stade TP Mazembe, Lubumbashi |
|            | Coulibaly 31' · Bolingi 37' · Sakuwaha 50' | Relatório |            | Árbitro: UGA Denis Batte     |

TP Mazembe venceu por 4–1 no placar agregado e avançou para a segunda fase.
| 2 de março | Barrack Young Controllers          | 3 – 3     | Séwé Sport | Estádio Antoinette Tubman, Monróvia |
|            | Popp 39' · Nimely 63' · Saydee 85' | Relatório |            | Árbitro: ALG Djamel Haimoudi        |

| 9 de março | Séwé Sport | 1 – 0     | Barrack Young Controllers | Stade Robert Champroux, Abidjan |
|            | Assale 44' | Relatório |                           | Árbitro: SLE Daudu Williams     |

Séwé Sport venceu por 4–3 no placar agregado e avançou para a segunda fase.
| 2 de março | Dedebit    | 1 – 2     | CS Sfaxien                    | Estádio Adis Abeba, Adis Abeba |
|            | Chekol 35' | Relatório | Ben Youssef 30' · Derbali 74' | Árbitro: KEN Davies Omweno     |

| 9 de março | CS Sfaxien                     | 2 – 0     | Dedebit | Stade El Menzah, Tunes          |
|            | Ben Youssef 61' · Challouf 73' | Relatório |         | Árbitro: BDI Thierry Nkurunziza |

CS Sfaxien venceu por 4–1 no placar agregado e avançou para a segunda fase.
| 2 de março | Horoya    | 1 – 0     | Raja Casablanca | Stade du 28 Septembre, Conacri |
|            | Keita 38' | Relatório |                 | Árbitro: SEN Badara Diatta     |

| 8 de março | Raja Casablanca | 1 – 0     | Horoya | Estádio Mohamed V, Casablanca |
|            | Iajour 85'      | Relatório |        | Árbitro: CHA Adam Cordier     |

|  |       | Penalidades |
|  | 4 – 5 |             |

1–1 no placar agregado. Horoya venceu a disputa por pênaltis e avançou para a segunda fase.
| 1 de março | Flambeau de l’Est | 1 – 0     | Coton Sport | Estádio Príncipe Louis Rwagasore, Bujumbura |
|            | Shabani 4'        | Relatório |             | Árbitro: RWA Hudu Munyemana                 |

| 9 de março | Coton Sport                                                   | 5 – 0     | Flambeau de l’Est | Estádio Roumdé Adjia, Garoua |
|            | Yossanguim 21' · Daouda 28' · Souleymanou 72' · Kako 77', 90' | Relatório |                   | Árbitro: COD Ndala Ngambo    |

Coton Sport venceu por 5–1 no placar agregado e avançou para a segunda fase.
| 2 de março | ES Sétif                                                         | 5 – 0     | ASFA Yennenga | Stade 8 Mai 1945, Setif  |
|            | Belameiri 18' · Benhadouche 36', 42' · Nadji 70' · Djahnit 90+3' | Relatório |               | Árbitro: TUN Slim Jedidi |

| 8 de março | ASFA Yennenga | 0 – 0     | ES Sétif | Stade du 4-Août, Ouagadougou |
|            |               | Relatório |          | Árbitro: GUI Sekou Touré     |

ES Sétif venceu por 5–0 no placar agregado e avançou para a segunda fase.
| 1 de março | Stade Malien | 0 – 0     | Al-Hilal | Stade Modibo Kéïta, Bamako |
|            |              | Relatório |          | Árbitro: TOG Kokou Fagla   |

| 9 de março | Al-Hilal                 | 2 – 0     | Stade Malien | Estádio Al-Merreikh, Ondurmã |
|            | El Tahir 9' · Bishah 70' | Relatório |              | Árbitro: CMR Néant Alioum    |

Al-Hilal venceu por 2–0 no placar agregado e avançou para a segunda fase.
| 2 de março | AC Léopards                                  | 4 – 1     | Primeiro de Agosto | Stade Alphonse Massemba-Débat, Brazzaville |
|            | Miangounina 3' · Gandzé 18', 65' · Ntela 54' | Relatório | Ary Papel 35'      | Árbitro: COM Ali Adelaid                   |

| 8 de março | Primeiro de Agosto           | 2 – 0     | AC Léopards | Estádio Nacional 11 de Novembro, Luanda |
|            | Afonso 3' · Amaro 48' (pen.) | Relatório |             | Árbitro: MAU Ganesh Chutooree           |

AC Léopards venceu por 4–3 no placar agregado e avançou para a segunda fase.
| 1 de março | Kaizer Chiefs                                          | 4 – 0     | Liga Muçulmana | Estádio Moses Mabhida, Durban |
|            | Musona 14' · Tshabalala 24' · Rusike 83' · Mathoho 88' | Relatório |                | Árbitro: SEY Nelson Fred      |

| 8 de março | Liga Muçulmana | 0 – 3     | Kaizer Chiefs               | Estádio do Zimpeto, Maputo    |
|            |                | Relatório | Musona 17', 27', 32' (pen.) | Árbitro: ZAM Wellington Kaoma |

Kaizer Chiefs venceu por 7–0 no placar agregado e avançou para a segunda fase.
| 1 de março | Dynamos | 0 – 0     | AS Vita Club | National Sports Stadium, Harare  |
|            |         | Relatório |              | Árbitro: MAD Hamada Nampiandraza |

| 9 de março | AS Vita Club        | 1 – 0     | Dynamos | Stade Tata Raphaël, Kinshasa |
|            | Etekiama 38' (pen.) | Relatório |         | Árbitro: MWI Anthony Raphael |

AS Vita Club venceu por 1–0 no placar agregado e avançou para a segunda fase.
| 1 de março | Zamalek       | 1 – 0     | Kabuscorp | Estádio Internacional do Cairo, Cairo |
|            | Fathallah 56' | Relatório |           | Árbitro: SUD Mutaz Khairalla          |

| 7 de março | Kabuscorp | 0 – 0     | Zamalek | Estádio Nacional 11 de Novembro, Luanda |
|            |           | Relatório |         | Árbitro: CIV Noumandiez Doué            |

Zamalek venceu por 1–0 no placar agregado e avançou para a segunda fase.
| 1 de março | Nkana                      | 2 – 2     | Kampala City Council           | Estádio Nkana, Kitwe     |
|            | Kampamba 34' · Musonda 52' | Relatório | Ndolo 26' · Majwega 73' (pen.) | Árbitro: DJI Djamal Abdi |

| 8 de março | Kampala City Council | 1 – 2     | Nkana                     | Estádio Nacional, Kampala      |
|            | Majwega 50'          | Relatório | Bwalya 31' · Munthali 59' | Árbitro: NAM Rainhold Shikongo |

Nkana venceu por 4–3 no placar agregado e avançou para a segunda fase.

## Segunda fase
Esta fase inclui os 16 vencedores da primeira fase. Os vencedores desta fase avançam a fase de grupos, enquanto os perdedores avançam a fase de play-off da Copa das Confederações da CAF.
| Equipe 1        | Total      | Equipe 2           | 1.º jogo | 2.º jogo |
| --------------- | ---------- | ------------------ | -------- | -------- |
| Al-Ahly Bengasi | 4–2        | Al-Ahly            | 1–0      | 3–2      |
| AS Real Bamako  | 1–4        | Espérance de Tunis | 1–1      | 0–3      |
| Séwé Sport      | 2–2 (g.f.) | TP Mazembe         | 2–1      | 0–1      |
| Horoya          | 0–3        | CS Sfaxien         | 0–1      | 0–2      |
| ES Sétif        | 2–0        | Coton Sport        | 1–0      | 1–0      |
| AC Léopards     | 1–1 (g.f.) | Al-Hilal           | 1–1      | 0–0      |
| AS Vita Club    | 3–2        | Kaizer Chiefs      | 3–0      | 0–2      |
| Nkana           | 0–5        | Zamalek            | 0–0      | 0–5      |

| 21 de março | Al-Ahly Bengasi | 1 – 0     | Al-Ahly | Stade Chedli Zouiten, Tunes (Tunísia) |
|             | Sadomba 67'     | Relatório |         | Árbitro: MAR Bouchaib El Ahrach       |

| 29 de março | Al-Ahly                | 2 – 3     | Al-Ahly Bengasi                                    | Estádio Harras El-Hedoud, Alexandria |
|             | Nagieb 38' · Gamal 75' | Relatório | Fetori 41' (pen.) · Abdel-Hafiz 52' · Al Mahdi 58' | Árbitro: RSA Daniel Bennett          |

Al-Ahly Bengasi venceu por 4–2 no placar agregado e avançou a fase de grupos. Al-Ahly entra na fase de play-off da Copa das Confederações da CAF.
| 22 de março | AS Real Bamako | 1 – 1     | Espérance de Tunis | Stade Modibo Kéïta, Bamako |
|             | Moussa 77'     | Relatório | Jouini 27'         | Árbitro: BOT Joshua Bondo  |

| 30 de março | Espérance de Tunis                  | 3 – 0     | AS Real Bamako | Stade Olympique de Radès, Radès |
|             | Jouini 34' · Msekni 62' · Afful 84' | Relatório |                | Árbitro: ETH Bamlak Tessema     |

Espérance de Tunis venceu por 4–1 no placar agregado e avançou a fase de grupos. AS Real Bamako entra na fase de play-off da Copa das Confederações da CAF.
| 23 de março | Séwé Sport              | 2 – 1     | TP Mazembe | Stade Robert Champroux, Abidjan |
|             | Assalé 36' · Kouamé 86' | Relatório | Samata 89' | Árbitro: EGY Farouk Mahmoud     |

| 29 de março | TP Mazembe | 1 – 0     | Séwé Sport | Stade TP Mazembe, Lubumbashi |
|             | Samata 66' | Relatório |            | Árbitro: RWA Louis Munyemana |

2–2 no placar agregado. TP Mazembe avança a fase de grupos pela regra do gol fora de casa. Séwé Sport entra na fase de play-off da Copa das Confederações da CAF.
| 23 de março | Horoya | 0 – 1     | CS Sfaxien      | Stade du 28 Septembre, Conacri |
|             |        | Relatório | Ben Youssef 60' | Árbitro: ANG Antonio Caxala    |

| 29 de março | CS Sfaxien                   | 2 – 0     | Horoya | Stade Taïeb Mhiri, Sfax      |
|             | Ben Youssef 11' · Moncer 26' | Relatório |        | Árbitro: MLI Mahamadou Keita |

CS Sfaxien venceu por 3–0 no placar agregado e avançou a fase de grupos. Horoya entra na fase de play-off da Copa das Confederações da CAF.
| 23 de março | ES Sétif      | 1 – 0     | Coton Sport | Stade 8 Mai 1945, Setif    |
|             | Belameiri 45' | Relatório |             | Árbitro: SOM Wiish Yabarow |

| 30 de março | Coton Sport | 0 – 1     | ES Sétif      | Estádio Roumdé Adjia, Garoua         |
|             |             | Relatório | Belameiri 11' | Árbitro: MAU Rajindraparsad Seechurn |

ES Sétif venceu por 2–0 no placar agregado e avançou a fase de grupos. Coton Sport entra na fase de play-off da Copa das Confederações da CAF.
| 23 de março | AC Léopards | 1 – 1     | Al-Hilal     | Stade Denis Sassou Nguesso, Dolisie |
|             | Bhebey 44'  | Relatório | El Tahir 22' | Árbitro: SEN Maguette N'Diaye       |

| 30 de março | Al-Hilal | 0 – 0     | AC Léopards | Estádio Al-Hilal, Ondurmã   |
|             |          | Relatório |             | Árbitro: GHA Joseph Lamptey |

1–1 no placar agregado. Al-Hilal avança a fase de grupos pela regra do gol fora de casa. AC Léopards entra na fase de play-off da Copa das Confederações da CAF.
| 23 de março | AS Vita Club         | 3 – 0     | Kaizer Chiefs | Stade Tata Raphaël, Kinshasa |
|             | Mubele 10', 35', 47' | Relatório |               | Árbitro: CIV Bienvenu Sinko  |

| 29 de março | Kaizer Chiefs           | 2 – 0     | AS Vita Club | Soccer City, Joanesburgo       |
|             | Musona 9' · Gould 90+2' | Relatório |              | Árbitro: NAM Rainhold Shikongo |

AS Vita Club venceu por 3–2 no placar agregado e avançou a fase de grupos. Kaizer Chiefs entra na fase de play-off da Copa das Confederações da CAF.
| 22 de março | Nkana | 0 – 0     | Zamalek | Estádio Nkana, Kitwe       |
|             |       | Relatório |         | Árbitro: KEN Davies Omweno |

| 30 de março | Zamalek                                                      | 5 – 0     | Nkana | Estádio Harras El-Hedoud, Alexandria |
|             | Tawfik 20' · Zakaria 35' · Gaber 47' · Emam 60' · Gaafar 70' | Relatório |       | Árbitro: CMR Néant Alioum            |

Zamalek venceu por 5–0 no placar agregado e avançou a fase de grupos. Nkana entra na fase de play-off da Copa das Confederações da CAF.